# 나카노 료타
나카노 료타(中野 量太, 1973년 7월 27일 ~ )는 일본의 영화 감독이다. 2013년 첫 장편영화 《캡처링 대디》로 제63회 베를린 국제 영화제 제네레이션 부문에 초청되었으며,  2016년 상업영화 데뷔작인 《행복 목욕탕》으로 각종 영화제에서 상을 수상하였다. 이후 《조금씩, 천천히 안녕》 (2019), 《아사다가!》 (2020) 등 가족을 소재로 한 영화를 발표하고 있다.

## 영화
| 연도 | 제목                           | 감독 | 각본 | 비고                      |
| ---- | ------------------------------ | ---- | ---- | ------------------------- |
| 2013 | 《캡처링 대디》 (チチを撮りに) | 예   | 예   |                           |
| 2016 | 《행복 목욕탕》                | 예   | 예   |                           |
| 2019 | 《조금씩, 천천히 안녕》        | 예   | 예   | 오오노 토시야와 공동 각본 |
| 2020 | 《아사다가!》 (浅田家!)        | 예   | 예   | 칸노 토모에와 공동 각본   |

## 저서
- 《행복 목욕탕》
  - 분게이슌주, 2016년 ISBN 9784167907143
  - 엔케이컨텐츠, 2017년 ISBN 9791196047504

## 수상
| 연도 | 상                          | 부문               | 작품                    | 결과 | 참고  |
| ---- | --------------------------- | ------------------ | ----------------------- | ---- | ----- |
| 2013 | 요코하마 영화제             | 신인감독상         | 《캡처링 대디》         | 수상 |       |
| 2013 | TAMA 영화상                 | 최우수 신진감독상  | 《캡처링 대디》         | 수상 |       |
| 2016 | 신도 가네토상               | 금상               | 《행복 목욕탕》         | 수상 |       |
| 2016 | 요코하마 영화제             | 감독상             | 《행복 목욕탕》         | 수상 | [ 1 ] |
| 2016 | 요코하마 영화제             | 각본상             | 《행복 목욕탕》         | 수상 | [ 1 ] |
| 2016 | 요코하마 영화제             | 일본영화 베스트10  | 《행복 목욕탕》         | 2위  | [ 2 ] |
| 2017 | 호치 영화상                 | 작품상             | 《행복 목욕탕》         | 수상 |       |
| 2017 | 호치 영화상                 | 신인상             | 《행복 목욕탕》         | 수상 |       |
| 2017 | 일본영화비평가대상          | 작품상             | 《행복 목욕탕》         | 수상 |       |
| 2017 | 일본영화비평가대상          | 감독상             | 《행복 목욕탕》         | 수상 |       |
| 2017 | 다카사키 영화제             | 최우수감독상       | 《행복 목욕탕》         | 수상 |       |
| 2017 | 키네마준보 베스트 10        | 일본영화 베스트 10 | 《행복 목욕탕》         | 7위  |       |
| 2017 | 일본 아카데미상             | 우수작품상         | 《행복 목욕탕》         | 수상 |       |
| 2017 | 일본 아카데미상             | 우수감독상         | 《행복 목욕탕》         | 수상 |       |
| 2017 | 일본 아카데미상             | 우수각본상         | 《행복 목욕탕》         | 수상 |       |
| 2017 | 오사카 시네마 페스티벌 2017 | 일본영화 베스트 10 | 《행복 목욕탕》         | 6위  |       |
| 2017 | 오사카 시네마 페스티벌 2017 | 신인감독상         | 《행복 목욕탕》         | 수상 |       |
| 2019 | TAMA 영화상                 | 최우수 작품상      | 《조금씩, 천천히 안녕》 | 수상 |       |